# Winifred Westover
Winifred Westover, född 9 november 1899 i San Francisco, Kalifornien, död 19 mars 1978 i Los Angeles, var en amerikansk skådespelare. Hon gifte sig med westernstjärnan William S. Hart och de fick en son. De skilde sig efter fem års äktenskap. 
Westover gjorde ett antal filmer i Sverige men återvände till USA. Hon drog sig tillbaka 1923 för att vara med sin son men återvände kort för att göra Lummox som blev ett fiasko och hon drog sig tillbaka för gott. Westover hade svensk härstamning. Hennes mor Sue var född i USA av svenska föräldrar, troligtvis från Gotland.

## Filmografi
- Lummox  (1930)
- Love's masquerade (1922)
- Anne of Little Smokey (1921)
- The fighter (1921)
- Is life worth living? (1921)
- Bucking the tiger (1921)
- 1921 – Silkesstrumpan
- 1920 – Bodakungen
- The village sleuth (1920)
- Firebrand trevision (1920)
- Old lady 31 (1920)
- Forbidden trails (1920)
- Marked man (1919)
- John Petticoats (1919)
- This hero stuff (1919)
- The fall of Babylon (1919)
- Love (1919)
- All the world to nothing  (1918)
- Hobbs in a hurry (1918)
- Cheerful givers (1918)
- An old fashioned young man (1917)
- Jim Bludeso (1917)
- The matrimaniac (1916)
- The microscope mystery (1916)
- Intolerance: Love's struggle through the ages (1916)